# Sistemi di pagamento istantaneo
Secondo la definizione fornita dall'Euro Retail Payments Board (ERPB) un pagamento istantaneo è: "una soluzione di pagamento elettronico al dettaglio disponibile 24 ore su 24, 7 giorni su 7 e con conseguente compensazione interbancaria immediata (o quasi immediata) della transazione e accredito sul conto del beneficiario con conferma al pagatore (entro secondi dall'avvio del pagamento)".

## Caratteristiche
I pagamenti istantanei sono utilizzati prevalentemente per operazioni al dettaglio di basso valore. Si differenziano per tipologia di transazioni, e tecnologie utilizzate, dai sistemi di regolamento lordo interbancario in tempo reale (RTGS) e dai sistemi di pagamento distribuiti basati sulla tecnologia blockchain.
Le caratteristiche principali dei sistemi di pagamento istantaneo sono:
- Accreditamento immediato: i fondi, a seguito dell'operazione di pagamento, diventano immediatamente disponibili (entro pochi secondi) nel conto del beneficiario;
- Irrevocabilità: una volta che il pagatore ha avviato la transazione, non è possibile annullarla;
- Certezza della finalità: quando il pagatore avvia la transazione, viene informato immediatamente (in pochi secondi) se il pagamento ha raggiunto o meno il conto del beneficiario.

## Panoramica dei sistemi di pagamento istantanei
I pagamenti elettronici tradizionali come il Bonifico bancario permettono il trasferimento elettronico di fondi tra conti bancari entro alcuni giorni lavorativi.
La diffusione del commercio elettronico ha determinato la nascita di nuove esigenze per gli utenti ed i fornitori di servizi. I primi vogliono poter effettuare pagamenti ovunque senza il vincolo dato dell'orario di apertura del negozio tradizionale, come ad esempio nei fine settimana e nei giorni festivi, mentre le strutture di e-commerce hanno la necessità di certezza di pagamento e disponibilità rapida di fondi.
Una lista non esaustiva dei sistemi disponibili oggi, e nell'immediato futuro è la seguente:
- Giappone, ZENGIN, realizzato nel 1973;[5]
- Cina, IBPS - Internet banking payment system, realizzato nel 2010;
- India, IMPS - Immediate Payment Service, realizzato nel 2010;
- Stati Uniti, Zelle, disponibile dal 2016;[6]
- Stati Uniti, Venmo, disponibil dal 2018;[7]
- Stati Uniti, RTP, Real-Time Payments, disponibile dal 2017;[8]
- Europa, RT1, disponibile dal 2017;[9]
- Europa, TIPS - Target instant payment settlement, disponibile dal novembre 2018;[10]
- Australia, NPP - New Payments Platform, disponibile dal 2017.[11]

## Differenza con i sistemi distribuiti
I sistemi di pagamento istantanei rappresentano assieme alle valute virtuali l’innovazione principale nel campo dei strumenti di pagamento.
Una caratteristica distintiva dei sistemi istantanei è proprio la rapidità nella finalizzazione della transazione che si completa in alcune decine di secondi, mentre le piattaforme distribuite necessitano di alcuni minuti per aggiornare il registro distribuito (a titolo di esempio il tempo medio di una transazione con il sistema Dash è di 2 minuti e 39 secondi).
Nonostante il tasso di crescita rilevante degli ultimi anni delle transazioni in valute virtuali, il rapporto tra l'utilizzo delle due forme di pagamento resta significativamente diverso: su base giornaliera, ci sono circa 284.000 transazioni Bitcoin a livello globale, rispetto a 330 milioni di pagamenti al dettaglio nell'area dell'euro.